# Cretochodaeus striatus
Cretochodaeus striatus es una especie de coleóptero de la familia Ochodaeidae.

## Distribución geográfica
Habita en Mongolia.